# Joseph van Huerne
Joseph van Huerne de Schiervelde de Puyenbeke (Brugge, 24 november 1752 – 31 mei 1844) was een Brugse edelman, verzamelaar, mecenas en weldoener.

## Familie
Josephus Antonius Aybertus Idesbaldus van Huerne, heer van Puyenbeke, Nieuwenhove, Schiervelde, Pecques, enz., was de zoon van Aybert Jozef van Huerne (1720-1800) en de kleinzoon van Aybert van Huerne.
Hij trad in Staden op 13 februari 1776 in eerste huwelijk met Isabella Louisa de Carnin de Staden (Ieper 17 april 1755 - Izegem 3 december 1782) en in tweede huwelijk in Brugge op 19 februari 1784 met Maria Anna Jozefina de Schietere de Lophem (Brugge 11 augustus 1764 – 28 december 1804). Zijn schoonbroer was Karel Aeneas de Croeser, (1746-1828) gehuwd met Anna de Carnin de Staden, zus van zijn eerste vrouw.
Hij had als kinderen:
- uit het eerste huwelijk:
  - Jean-Joseph, Brugge 1777-1784
  - Charlotte, Brugge 1778 – Gent 1852 X1798 graaf François-Joseph de Lichtervelde
  - Désiré, Brugge 1780 – Oswalda 1816 jezuïet, als novice overleden in Rusland.
  - Anna Maria, Brugge 1781-1782
- uit het tweede huwelijk:
  - François Nicolas, Brugge 1784 – 1785
  - Marie Joséphine, Brugge 1786 – 1828 x Jean-Marie de Pelichy (Brugge 2 mei 1774-1859)
  - Colette, Brugge 1789 – 1793
  - Thérèse, Brugge, mei-september 1792
  - Antoinette, Brugge 1796 – 1824
  - Louis, Brugge 1801-1802

Een grafmonument in Loppem vermeldt: Gedachtenis aan Vr. Marie-Anne de Schietere, overleden 28 Xer 1804, in houwelijk met Jor. Josephus-Antonius van Huerne de Schiervelde, zoon van Jor. Aybertus van Huerne en Vr. Margriete Charles, Vr. van Puyenbeke en van hunne dogter mejoufvrauw Antonia Carolina, overl. te Brugge den 1 jan. 1824. Hijzelf werd ook daar begraven.
Zijn uitvaart vond plaats in de Sint-Salvatorskathedraal op 3 juni 1844. Waren aanwezig: de bisschop, de vicarissen, het kapittel, de burgerlijke en militaire overheid en een aanzienlijke massa die niet volledig in de kerk binnen kon. Hij werd op het kerkhof van Loppem begraven, bij zijn tweede vrouw. Bij het vertrek uit de kerk en tot aan de poorten van de stad, werd de lijkstoet begeleid door 70 jongens van de Bogardenschool die toortsen droegen.
Van Huerne was onder meer de laatste heer van Edewalle.  Dit was een heerlijkheid die voor een klein deel op Kortemark en voor een groot deel op Handzame was gelegen. Vroeger stond er een kasteel, nu nog alleen een hoeve.

## Levensloop
Bij zijn doopsel was Jozef Rapaert, schepen van het Brugse Vrije zijn peter en Isabelle van Huerne, loco voor Isabella Dansaert, zijn meter.
Het is niet bekend welke studies van Huerne ondernam. Hij komt al snel naar voor als een rentenier en verzamelaar.
Dat hij voor niets anders leefde en geen echt beroep wenste uit te oefenen, noch als pensionaris, noch als schepen of burgemeester (wat hij ongetwijfeld had gekund, had hij het gewild) was blijkbaar al in 1776 – hij was toen 24 – duidelijk, want in een huldedicht naar aanleiding van zijn huwelijk met Isabelle de Carnin, schreef de dichter: Van Huerne (tu le sais) plongé dans l’indolence / trainait depuis longtemps sa triste indifférence.
Van Huerne onderhield, net zoals zijn schoonzoon de Pelichy, nauwe banden met de Gentse bisschop Maurice de Broglie, ook nadat hij in ballingschap naar Frankrijk was vertrokken. Wanneer hij naar Brugge kwam, logeerde hij bij Van Huerne. In 1816 diende hij aan meer dan 150 kinderen het Vormsel toe ten huize van Van Huerne. De Broglie bracht ook vakantiedagen door op het kasteel van Van Huerne in Izegem: hij vormde 2.500 kinderen in Izegem en officieerde bij de uitvaart van de zoon Désiré van Huerne.
Joseph van Huerne was ook aanwezig in het verenigingsleven van Brugge, bijvoorbeeld:
- Kunstacademie: lid in 1766 (hij was dan nog maar 14 jaar); lid van de “jointe” of bestuur vanaf 1780, nadien nog verschillende functies
- 1771: Edele confrérie van het H. Bloed: het laatste diner vóór de afschaffing van de 18de-eeuwse confrérie ging bij hem door.
- 1781: Sint-Jorisgilde (in datzelfde jaar ging hij samen met J. B. Lauwereyns de landvoogden Albert en Maria Christina begroeten bij hun aankomst in Brugge om ze uit te nodigen lid van de gilde te worden) Bij M. F. Allaert, Ghedinckboeck staat hij vermeld als koning van de gilde (tenzij het zijn vader was).
- 1786: Société Littéraire (nadien ontslag en in 1792 opnieuw lid)
- hij beschikte over een loge in de schouwburg
- Rederijkerskamer H. Geest waarin hij een belangrijke rol speelde
- hij was terug te vinden in heel wat godvruchtige genootschappen en confréries

Aangezien de rederijkerskamer van de H. Geest in staat van verval verkeerde, besloot Jozef van Huerne in 1829, samen met Charles van der Beken de Cringen, de kamer te ontbinden. De archieven en een aantal preciosa kwamen in stadsbezit. Het jaar 1829 was het sterfjaar van burgemeester de Croeser, die de laatste hoofdman was van de Kamer. De erfgenamen maakten de inventaris op van boeken, papieren en zilverwerk die aan de gilde toebehoorden en maakten alles over aan beide hoger vernoemden, die de ontbinding uitvoerden

## Michiel English over Van Huerne
In zijn “Dagklapper” heeft Michiel English (1885-1962) Jozef van Huerne zestienmaal vernoemd en beschreven in zijn eigen stijl.
19 oktober 1947: 
"In die tijd leefde te Brugge een edelman van de oude stempel, Jonker Jozef van Huerne de Puyenbeke, een man die zo rijk was als verstandig, vroom en liefdadig, en die we overal op de bres vinden waar er goed te doen was. Een van die schone aristocratische figuren, die ons soms de vervlakking van ons verwaterd democratisch systeem doen betreuren. Want de beste systemen deugen niet, wanneer ze niet als ziel en drijfveer hebben: godsdienstzin en christelijke naastenliefde. Mijnheer van Huerne had een onschatbare verzameling van oudheden. Tijdens de Franse Revolutie had hij veel kerkelijke voorwerpen kunnen loskopen van de Franse dieven en eens dat de kwade tijd voorbij was, stoffeerde hij onze verarmde kerken met zijn verzamelde kunstwerken." 
1 februari 1948: 
" (over de mantel van de H. Brigida) De mantel was, in de jaren 1830 in bezit gekomen van Mr. Jos van Huerne, die fijnzinnige kunstenaar en hartstochtelijke bewonderaar van Brugges verleden. Tijdens de Franse revolutie had hij machtig veel van onze kostbaarheden gered, en wanneer de vlaag over was en de kerken weerom open stonden, open maar verarmd, deelde hij mild van zijn schatten mee. Zo gaf hij de mantel van St. Brigida aan St.Salvatorskerk". 
4 april 1948: 
"Wat me doet denken dat de nieuwe vont van 1818 geen gewoon werk was, is dat ze gegeven was door Mr. Van Huerne, de grote liefhebber van kunst en oudheden, en bijzonder weldoener van St. Salvators. Als die man wat gaf, was dat altijd iets van prima kwaliteit." 
14 november 1948: 
"(over de kromstaf van St. Machuit). Kanunnik Arents gaf hem in 1804 aan Mr. van Huerne de Puyenbeke, die een man was van solied geloof en hechte verknochtheid aan 't oud Brugge. Die zou er wel voor zorgen dat de relikwie in goede handen kwam en voor de Bruggelingen bewaard bleef. Mr. van Huerne gaf de staf in 1807 aan St. Salvators (...)." 
13 juli 1952: 
"Mr. van Huerne, de grote liefhebber van Brugse oudheden en curiositeiten, heeft in 't begin van de verleden eeuw, twee goede kunstenaars te werk gesteld, om al dat merkwaardig was in de stad te schetsen en te tekenen. Jammer dat zijn rijke collectie nu langs alle kanten verspreid is!". 
7 maart 1954: 
" (over een beeld van O.L.Vrouw van Bijstand in de H. Bloedkapel) 't Is een gift van Mr. van Huerne, een vooraanstaand Bruggeling, die de slechte jaren van de Revolutie mee gemaakt had, wanneer de kerken gesloten of afgebroken werden, en al hun kunstschatten verstrooid en verkocht. Mr. van Huerne, die een katholiek was uit één stuk, een liefhebber van oudheden en kunstkenner, en daarbij schatrijk, kocht en verzamelde al wat hij kon van die kerkelijke schatten en oudheden en bezat daarmee een collectie zonder weerga. Maar, en hierin verschilde hij van de meeste collectioneurs, als betere tijden gekomen waren, was 't zijn grootste plezier die kunstwerken weer in de kerken te brengen, waar ze thuishoren. We zouden een lange lijst kunnen opmaken van relikwieën, oude beelden en schilderijen, kostbare vaten en kerkgerief, die door Mr. van Huerne in onze Brugse kerken gekomen zijn." 
28 oktober 1956: 
" (over het reliekschrijn van St. Donaas). 't Zal wel te dezer gelegenheid zijn dat de huidige rijve gemaakt werd en gegeven door Mr. Jozef van Huerne, die intieme vriend van (de bisschop van Brugge) Mgr. Boussen en de grote weldoener, in die tijd, van St.-Salvators. Mijnheer van Huerne was een fijne kunstkenner en liefhebber van oudheden. Tijdens de revolutie, wanneer zo machtig veel kerkschatten te Brugge werden aangeslagen en verkocht, verzamelde Mr. van Huerne een fameuze collectie. Maar als betere tijden eindelijk aanbraken, vond hij er zijn grootste plezier in, die kostbaarheden aan de kerken terug te schenken".

## Politieke houding tijdens de revolutietijd
Zoals zijn vader, was Jozef van Huerne ongetwijfeld aanhanger van de Brabantse Revolutie. Wat hij precies deed, is nog na te gaan, maar zeker behoorde hij tot de traditionalisten.
Dat dit niet een eenzijdige trouw aan de statisten alleen betekende, toont de ontvangst aan van generaal Andries van der Mersch die bij vader Van Huerne logeerde. De doorsnee-burger maakte trouwens weinig het verschil: de “Belgische  Washington” werd algemeen, en zeker in West-Vlaanderen, op een voetstuk geplaatst.
Jozef was in 1792 (net voor de eerste Franse inval), redenaar (= schepen) van de Proosdij van Sint-Donaas. 
Einde 1792 nam hij als actief lid van de jacobijnse club (onder nr. 150), deel aan de revolutionaire korte periode van de eerste Franse overheersing. In eerste fase dachten velen, waaronder Van Huerne, dat dit de revanche was van de mislukte Brabantse Omwenteling en de Fransen de onafhankelijkheid brachten aan de Belgen; de ontgoocheling volgde snel. Later verzekerde hij dat hij enkel maar 'papieren' lid was geweest, maar geschriften uit die tijd spreken dit tegen; hij was integendeel voor een korte periode een actieve revolutionair. 
Bij de tweede Franse inval in 1794 vluchtte hij naar een buitenverblijf in Lembeke en hield er zich een tijdje gedeisd. In de Franse tijd behoorde hij tot de dertig hoogst belaste inwoners van het Leiedepartement. 
Van 1812 tot 1817 was hij raadslid van Brugge. 
In 1816, ten tijde van het Verenigd Koninkrijk der Nederlanden, werd hij benoemd in de Ridderschap  van de provincie West-Vlaanderen onder de naam "van Huerne de Schiervelde de Puyenbeke". Hij weigerde echter om de eed af te leggen als gedeputeerde voor de Provinciale Staten, dit ingevolge de "Jugement doctrinal" van de Belgische bisschoppen die de eed verbood. 
Zijn adelserkenning ging derhalve niet door maar volgde dan toch later, op 15 augustus 1822. 
Hij nam deel aan het anti-Hollands gezinde “Constitutioneel Banket” in 1829. Na 1830 kwam hij voor op de lijst van de verkiesbaren voor de Senaat.

## Weldoener
Bij zijn overlijden werd vermeld: Homme distingué, par ses sentiments religieux et ses libéralités envers les pauvres, grand bienfaiteur de la cathédrale et de la chapelle du Saint-Sang, dont il était premier marguillier. Van Huerne had zijn leven lang op royale wijze de armen ondersteund: sa main gauche donnait sans que sa droite s’en aperçût. Gailliard schreef: Grand bienfaiteur de l’église et des pauvres, protecteur des arts. De armen waren dan ook zeer talrijk op zijn begrafenis aanwezig. 
Wat het Heilig Bloed betreft, werd in zijn woning, kant Dweersstraat, in het gedeelte bewoond door de schilderes Gertrude de Pelichy, tijdens de Franse tijd en tot in 1819 de relikwie van het H. Bloed verstopt. Van Huerne schonk o.m. een groot glasraam (verrière) aan de H. Bloedkapel.
Devliegher vermeldt talrijke giften (nog steeds aanwezig) door Van Huerne aan zijn parochiekerk overgemaakt: retabels, doopvont, schilderijen (o.m. een Isenbrant), beeldhouwwerk, grafplaten (o.m. die van de Engelse prinses Gunehildis, 1087, afkomstig uit St.-Donaaskathedraal), epitafen en grafstenen, zijn rouwbord (met overlijdensdatum 31 mei 1844), kelken, het oude reliekschrijn van St.-Donaas, kromstaven, kazuifels, mijters, de mantel van de H. Brigida (ca. 525), het portret van Jozef van Huerne zelf, een litho naar een tekening van P. De Vlamynck, waarvan het opschrift vermeldt dat van Huerne gedurende 35 jaar kerkmeester en weldoener van de kerk was. 
Van Huerne was zeer actief in godsdienstige aangelegenheden: drievoudig kerkmeester – St.-Salvators, H. Bloed en Izegem – en in de weldadigheid.

## Mecenas
Van Huerne gaf zeer veel opdrachten voor tekenen en schilderen aan Pieter Ledoulx, Jan Karel Verbrugge, Serafijn Vermote, Antoon Ignaas Steyaert en andere, die soms bestendig in zijn dienst stonden.

## Verzamelaar
J. J. Gailliard schreef over Jozef van Huerne: Il avait une riche bibliothèque ainsi qu’un cabinet fort remarquable d’antiquités et de tableaux.
De gegevens over zijn schoonvader de Schietere zijn interessant, o.m. diens boekenbezit dat naar van Huerne overging.
De collecties van oudheden, kunstwerken en boeken van Jozef van Huerne waren gereputeerd.
Hij woonde in een aanzienlijk herenhuis in de Noordzandstraat, waar ook zijn vader al woonde (later Sint-Lodewijkscollege). 
In de stadsbibliotheek van Brugge zijn door schenking of aankoop, boeken terechtgekomen die tot de bibliotheek van Jozef van Huerne behoorden, evenals collecties van brochures, voornamelijk uit de revolutietijd

## Veilingen
Om een enigszins volledig idee van het boekenbezit en de collecties van Jozef van Huerne te hebben, moet men minstens vijf catalogi raadplegen: 
- veilingen na zijn dood,
- veilingen na de dood van zijn schoonzoon Jan de Pelichy
- veilingen na de dood van zijn verre nazaat Charles Gilles de Pelichy.
- veiling na de dood van Christian de la Kethulle de Ryhove.

Wellicht zouden ook nog zaken te vinden zijn langs de zijde van de familie de Lichtervelde, de andere erfgenamen langs de overlevende dochter van Jozef van Huerne. Anderzijds heeft ook zijn kleinzoon, priester Jozef de Pelichy (vriend van Guido Gezelle) rechtstreeks van hem geërfd en dit moet wellicht ook aanleiding hebben gegeven tot latere schenkingen en/of veilingen.
- Catalogue des collections de tableaux, dessins, gravures, antiquités, curiosités et objets d’histoire naturelle, formant le Cabinet Van Huerne, dont la vente se fera à Bruges, en la maison mortuaire, le 21 octobre 1844, Gand, 1844. In de Handelingen van het genootschap voor geschiedenis (1844) werd de verkoop gemeld.
- Catalogue des livres délaissés par feu Messire Joseph-Antoine-Aybert-Idesbald van Huerne, seigneur de Schiervelde et de Puyenbeke, Bruges, Felix De Pachter. De verkoop ging door in het sterfhuis op 27 en 28 mei 1845. Er werden in totaal 670 nummers verkocht, uitsluitend drukwerken, waaronder incunabels. Het ging dus om een eerder beperkte verkoop, want de bibliotheek van Jozef van Huerne was aanzienlijk. Hij had o.m. een 600-tal boeken geërfd van zijn schoonvader de Schietere. In de Handelingen van het genootschap voor geschiedenis werd vermeld dat de familie de handschriften voor zich had bewaard.
- Catalogue des collections de tableaux, dessins, gravures, antiquités, curiosités et objets d’histoire naturelle, formant le cabinet Van Huerne, Gand, 1844 (catalogus gemaakt door Henri Vander Vin). De verkoop ging door in het sterfhuis op 27 oktober 1844. De catalogus van 130 bladzijden telde 1926 nummers:
  - 288 schilderijen, o.m. van Teniers, Brueghel, Holbein, Venius en de Bruggelingen Van Oost, Garemyn, Suvée, Ducq
  - 178 tekeningen ingelijst onder glas, 20 losse tekeningen, 22 gravuren en litho’s, 165 nummers met losse prenten, 348 nummers met gekartonneerde en ingebonden reeksen prenten
  - 746 nummers ‘diversen’: stukken in ivoor, bukshout, paarlemoer; email; wapens en wapenhouders; glas en beschilderd glas; aardewerk, gres en faience; bronzen; marmer en albast; gebakken aarde; porselein; in speksteen; chinoiseries; lakwerk; borduurwerk en patronen; gereedschappen, klederen; oude muziekinstrumenten; allerlei voorwerpen uit de oudheid
  - 179 voorwerpen van ‘natuurkennis’: schelpen, schaaldieren, poliepen, fossielen,  mineralen
- Catalogue d’une magnifique et précieuse collection de livres, de manuscrits et d’incunables, gravures, estampes, dessins, peintures, etc., délaissés par feu Messire Jean baron de Pelichy – van Huerne, ancien sénateur, bourgmestre de la ville, Bruges, Beyaert-Defoort, 1860, 62 pp.

De verkoop ging door in het sterfhuis op 24 juli 1860 en volgende dagen. Onder de talrijke boeken (1306 nummers) bevonden zich, naast werken die ongetwijfeld door de Pelichy waren aangekocht, een zeer groot gedeelte dat uit de bibliotheek van Huerne afkomstig waren, wat in het bijzonder geldt voor de 170 handschriften (de nummers 1127-1297) : psalters, getijdenboeken, maar vooral ook veel genealogieën, grafschriftenverzamelingen, kopieën van kronieken en verhalen vooral met betrekking op Gent en Brugge, handschriften van Ledoulx, Van Walleghem, etc.
- Bibliothèque et cabinet d’estampes et de manuscrits Gilles de Pélichy, Volume I, Verkoopzaal Garnier, Brugge. Verkoop op 9 december 1972
- Bibliothèque et cabinet d’estampes et de manuscrits Gilles de Pélichy, Volume II, Verkoopzaal Garnier, Brugge. Verkoop 26 oktober 1974

Deze beide verkopen tonen aan hoeveel nog in familiebezit was gebleven van de oorspronkelijke verzameling van Huerne. Er kwamen opnieuw heel wat handschriften naar boven, onder meer een reeks van de hand van Christoffel van Huerne (1550-1629), historicus, genealoog, doctor in beide rechten, Gentenaar (zie: Biographie nationale Vol. IX – 692). Wat meteen aantoont dat de verzameling al gedeeltelijk voortkwam van de vader van Jozef van Huerne en zelfs van nog vroegere generaties: de familie Van Huerne verzamelde van vader op zoon.  Ook nog heel wat handschriften en drukwerken die op Brugge betrekking hadden. En opnieuw enkele libri amicorum. Ditmaal leek het wel wat op een uitverkoop. Talrijke familiedocumenten (huwelijkscontracten, verdelingen van goederen, eigendomstitels, “fonchiers”, rekeningboeken, “journaals”, etc.) werden verkocht. Waar dit alles terechtkwam, zou nog na te zien zijn. Misschien kochten sommige leden van de familie bepaalde stukken weer aan.
- Een derde veiling Gillès de Pelichy was aangekondigd, maar ging niet door. Misschien bestaat bij venduhuis Garnier nog een catalogus over wat hierin zou worden aangeboden en wat ermee is gebeurd.
- Veiling de la Kethulle de Ryhove, Vandewiele, Brugge, 9 oktober 2015

Op de webstek van de UCL, (manuscrits) vindt men een informatie die aantoont dat de erfgenamen van Jozef van Huerne ook buiten de veilingen nog werken uit zijn verzameling verkochten, misschien ook schonken. Bijvoorbeeld: 
- Manuscrit dit de la famille Louth, 'Hore beate virginis Marie' XVe eeuw, 157 folios met 38 miniaturen op volle bladzijde, 154 - 106 mm.

Het handschrift bereikte Engeland en werd vervolgens eigendom van de van Huernes. Hun nazaat, Charles Gillès de Pelichy verkocht het in 1920 aan de Universiteit. Opzoekingen hebben bevonden dat het handschrift niet bestemd was voor de familie Louth maar voor Sir John Donne.
De naam van Simon Marmion is aan die miniaturen verbonden.
Als men dit alles bijeen neemt: 
- de talrijke schenkingen die Van Huerne tijdens zijn leven deed, vooral in Brugge en Izegem,
- de hierboven gemelde veilingen,
- de portretten, schilderijen en archieven die tot op vandaag bewaard worden door leden van de familie en door de familievereniging Gillès de Pélichy,
- hetgeen bij zijn dochter en de familie de Lichtervelde terechtkwam,
- hetgeen bij zijn kleinzoon priester Joseph de Pelichy terechtkwam,

dan komt men tot een enorme en gevarieerde collectie, waarvan zeker een deel tot het geërfde familiebezit behoorde (Van Huerne was enige zoon van een familie die al verschillende generaties tot welstand was gekomen) maar die toch hoofdzakelijk tijdens één mensenleven werd bijeengebracht.
Het is dan ook niet te verwonderen dat Van Huerne zich weinig met de publieke zaak heeft ingelaten, tenzij tijdens korte perioden. Hij had ongetwijfeld voldoende om handen met het beheren van zijn fortuin en het verzamelen en ordenen van zijn collecties.

## Documenten betreffende Joseph van Huerne, bewaard in de stadsbibliotheek van Brugge
- Annales sive miscellanea ofte verzaemelinge soo van geschreven als gedruckte geschiedenissen, placcaten, ordonnanties, tooneelspeelen, liedekens, immers alle meest betreckelijk op onze stad Brugge, anni 1792-1795, 6 bundels, soms met aantekeningen van zijn hand (SBB 20/1058).
- Lofdicht bij het huwelijk van Huerne – de Carnin, “par un ami” op 14 februari 1776, drukkerij De Busscher (SBB S414).
- Lofdicht bij het huwelijk van Huerne – de Carnin, op 17 februari 1776, drukkerij De Busscher (SBB B508/E2).
- Lofdicht bij huwelijk van Huerne – de Schietere, op 19 februari 1784, drukkerij De Busscher (SBB B508/E2a).
- Lofdicht bij het huwelijk de Pelichy – van Huerne, 1807.

## Archieven en bronnen
- Stadsarchief Brugge
- Rijksarchief Brugge
- Stadsarchief Gent: Familiearchief van Huerne
- Familievereniging Gillès de Pélichy: Familiearchief

## Portretten
Er bestaan verschillende portretten van Joseph van Huerne:
- een “devotieportret” van hem als kind, in het museum van de Potterie (door Matthijs De Visch)
- het portret op latere leeftijd.
- In het boek van Lermyte staat ook nog een geschilderd portret van Jozef van Huerne en van zijn tweede echtgenote de Schietere: twee leuke, zelfs wat ondeugende portretten.

### Eigentijdse documenten
- Robert COPPIETERS, Journal d’évènements divers et remarquables, Brugge, 1907
- Jozef VAN WALLEGHEM, Merckenweerdigste voorvallen 1790, Brugge, 1985
- Jean VAN HESE, L’occupation française à Bruges en 1792 et 1793. Journal Contemporain, Brugge, 1931
- Charles-Aenée DE CROESER DE BERGES, Abrégé généalogique de la parenté de Messire Michel Drieux, dit Driutius, Brugge, 1785.
- Nécrologie sur messire van Huerne de Schiervelde de Puyenbeke, in: Handelingen van het genootschap voor geschiedenis te Brugge, Vol VI, 1844, blz. 407-409. De enige biografische nota die over hem werd gepubliceerd. Het ging evenwel méér om de beschrijving van de uitvaart, dan wel om een biografie. Het was trouwens maar een artikel dat was overgenomen uit een lokale krant, waarschijnlijk La Patrie.

### Historische studies
- J. GAILLIARD, Recherches historiques sur la chapelle du Saint-Sang à Bruges, Brugge, 1846, blz. 301.
- F. VAN DYCKE, Recueil héraldique (...) de familles nobles et patriciennes de la ville et du franconat de Bruges. Brugge, 1851, blz. 217-218.
- J. J. GAILLIARD, Bruges et le Franc, Brugge, Deel II, 1858, blz. 200-210 geeft uitgebreide genealogische gegevens.
- G. F. TANGHE, Parochieboek van Iseghem, Brugge, 1862, blz. 194-217. Er wordt evenwel niet bij vermeld hoe deze eigendom hun toekwam. Over de aanwezigheid van de familie van Huerne, vervolgens de Pelichy, vervolgens Gilles de Pelichy in Izegem en op het Blauwhuis.
- Benjamin LINNIG, Nouvelles séries de bibliothèques et d'ex libris d'amateurs belges au 17e siècle, Brussel, 1910, blz. 215-217.
- Charles GILLES DE PELICHY, Lettres du prince de Broglie, évêque de Gand au baron Jean de Pelichy et à Mr. Joseph van Huerne (1816-1821), in: Handelingen van het genootschap voor geschiedenis in Brugge, 1940-46, blz. 48-132.
- Michiel ENGLISH, Dagklapper (1945-1962).
- Werner BOUSSY, De gegoede stand te Brugge op het einde van de XVIIIde eeuw, onuitgegeven licentiaatthesis, Gent, 1963, geeft het overzicht van de fortuintoestand zoals opgegeven bij de verschillende uitzonderlijke heffingen van 1794 en volgende jaren, zowel voor Aybert als voor Joseph van Huerne. Ze behoorden tot de hoogst getaxeerde inwoners van de stad.
- Frank SIMON, Reacties van de Bruggelingen tijdens het Voorlopig Bewind en de eerste jaren van het Verenigd Koninkrijk der Nederlanden 1814-1820, licentiaatverhandeling (onuitgegeven), Universiteit Gent, 1965.
- Albert DE SCHIETERE DE LOPHEM, Histoire de la famille de Schietere, Brugge, 1968, blz. 385-386.
- André VANHOUTRYVE, De Brugse Kruisbooggilde van Sint-Joris, Handzame, 1968, blz. 89.
- Luc DEVLIEGHER, De huizen te Brugge, Tielt, 1968, blz. 235-236. Over de statige woning van vader en zoon van Huerne in Brugge, het voormalig refugehuis van de St-Bertinusabdij van Saint-Omer (Frankrijk).
- Yvan VAN DEN BERGHE, Jacobijnen en traditionalisten, Brussel, 1972.
- Luc DEVLIEGHER, De Sint-Salvatorskatedraal te Brugge, Inventaris, Tielt, 1979.
- Andries VAN DEN ABEELE, Ersnaert uw lier. De Brugse rederijkers van het H. Kruis onder opeenvolgende regimes (1791-1824), in: Biekorf, 1981, blz. 282-286.
- Luc DEVLIEGHER, De Sint-Salvatorskatedraal te Brugge, Geschiedenis en architectuur, Tielt, 1981.
- Andries VAN DEN ABEELE, Variaties in de revolutietijd, in: Biekorf 1983, blz. 343-346.
- Carl VAN DE VELDE, Steinmetzkabinet, Catalogus van de tekeningen,  Stedelijke musea, Brugge, 1984. Hierin worden talrijke werken vermeld die afkomstig zijn uit de verzameling Van Huerne: een crucifix met portret van Jan Verslype - portret van Lubertus Hanscilt, abt van de abdij van Eekhoute - Pieter Le Doulx: album met insecten - idem, eieren van vogels en een kuiken met twee koppen -idem, talrijke tekeningen, idem als hierboven - Indisch godenbeeldje door Antoon Steyaert - zeer talrijke tekeningen door Jan Karel Verbrugge - chinoiseries.
- Noël GEIRNAERT, Inventaris van de handschriften in het stadsarchief te Brugge, Brugge 1984. Vermeldt uit de bibliotheek van J. van Huerne: Hs. 18, Levens der geleerde ende vermaerde mannen der stad Brugge (...) door P. Le Doulx. Hs. 51, De dagboeken van Jozef van Walleghem, Hs. 83 en 84, Twee kopieën van de geschiedenis van de Bogardenschool.
- Anselm HOSTE & Jean-Luc MEULEMEESTER, Pieter Le Doulx en een Brugs Sint-Godelievehandschrift, Gistel, 1989, vertellen het verhaal van een kopie van een handschrift gemaakt in opdracht van Jozef van Huerne, en geven biografische informatie over hem en ook een portret van hem. Ze vermelden dat heel wat correspondentie aanwezig is in de Sint-Godelieveabdij met van Huerne, die een van de actieve weldoeners was. Zie ook: De Sint-Godelieveabdij te Brugge, Brugge, 1984, blz. 44.
- Jozef GELDHOF, 150 jaar Sint-Lodewijkscollege te Brugge, Brugge, 1986, blz. 60-63.
- Jean-Luc MEULEMEESTER, Enkele albums met akwarellen van Pieter le Doulx uit de Koninklijke Bibliotheek in Brussel, in: Brugs Ommeland, 1987, blz. 161-172.
- Andries VAN DEN ABEELE, De confrerie van het Heilig Bloed in de 18de eeuw, in: Het Heilig Bloed te Brugge, Brugge, 1990, blz. 169-185.
- Jean-Marie LERMYTE, Het Blauwhuis en Izegem, Izegem, 1990. Over het Blauwhuis, als monument beschermd in 1981. De pachthoeve Blauwhuis behoorde toe aan de familie de Cordes. Catherine van Huerne – de Cordes erfde de helft van haar moeder, de andere helft ging naar Joos Eghels, zoon uit het eerste huwelijk van Catherine de Cordes senior, maar kwam haar later ook toe. Vervolgens ging de eigendom over op haar neef Josse. Van Huerne woonde drie maanden per jaar (begin juni – einde september) in het Blauwhuys en in het familiearchief vindt men heel wat gegevens over het beheer ervan. Hij is het die rond 1804 de eerste verbouwingen deed om aan het kasteel het classicistisch uitzicht te geven, dat door latere verbouwingen en uitbreiding geaccentueerd werd.
- Kurt PRIEM, Een Jakobijn in het Blauwhuis van Izegem?, in: Biekorf 1992, blz. 223. Over het verblijf van van Huerne in Lembeke (1794).
- Luc DUERLOO & Paul JANSSENS, Wapenboek van de Belgische adel, Brussel, 1992, vermeldt op blz. 396 de adellijke gegevens in de Hollandse tijd, wat betreft Van Huerne de Schiervelde de Puyenbeke : 1816: Benoeming van Joseph van Huerne in de ridderschap van West-Vlaanderen. Het benoemingsbesluit werd ingetrokken. - 1822: Adelserkenning voor Joseph van Huerne.
- Dominiek DENDOOVEN, De Brugse academie in de achttiende eeuw, Licentiaatsverhandeling (onuitgegeven), Vrije Universiteit Brussel, 1994.
- Andries VAN DEN ABEELE, Het Concert. Van Brugse muziekvereniging tot schouwburguitbater, in: Brugs Ommeland, 1994, blz. 171-242.
- E. OSSIEUR, Wat de Brugse aristocraat J. Van Huerne het noteren waard vond in 1813, in: Biekorf, 1995, blz. 158-174.
- Lucien VAN ACKER, Kortemark in een notedop, 1818, in: Biekorf, 2001, blz. 118.
- Annelies DOBBELAERE, Van kokosbeker tot blanc de Chine. Exotisme in de Zuidelijke Nederlanden: de Brugse kunstcollectie van Joseph van Huerne (1752-1854), licentiaatsverhandeling (onuitgegeven), KU Leuven, 2002.
- Roger WIELANDTS, Wielants opdracht, Brugges besloten licht,2017 - ISBN 978-16-1627-2173. Met een uitvoerig portretteren van Joseph van Huerne.